# اسفناج آبی
اسفناج آبی یا اسفناج رودخانه (نام علمی: Ipomoea aquatica) نام یک گونه از سرده نیلوفر پیچ است که در آب یا خاک مرطوب رشد میکند.